# Isla de Alborán
Alborán (Arabisch: Djazirat Alburan) is een klein vulkanisch eiland in de Zee van Alborán (een deel van de Middellandse Zee) behorend tot de Spaanse provincie Almería op ongeveer een derde van de afstand tussen Marokko en Spanje. Het eiland bevindt zich 50 km ten noorden van de Marokkaanse kust en 90 km van de Spaanse kust.
De naam komt van de zestiende-eeuwse Tunesische zeerover Mustafá ben Yusuf al Mahmud ed Din die Al-Borany (Storm) genoemd werd.
Het eiland is Spaans bezit sinds 1540 na de Slag bij Alborán, en wordt bewoond door een klein garnizoen van de Spaanse Marine. Op het eiland staat ook een geautomatiseerde vuurtoren. Door het midden van het langgerekte eiland loopt een ondergronds kanaal ("Cueva de Las Morenas") van de ene kant van het eiland naar de andere. Dit kanaal is bij goed weer bevaarbaar. Vlak bij Alborán ligt een nog kleiner eilandje, het Islote de la Nube. Alborán en het gebied rondom worden door de Spaanse en Andalusische regering als natuurgebied beschermd.
Net zoals Ceuta, Melilla, de Islas Chafarinas, Peñón de Alhucemas, Peñón de Vélez de la Gomera en Isla Perejil wordt het eiland door Marokko geclaimd.

## Galerij

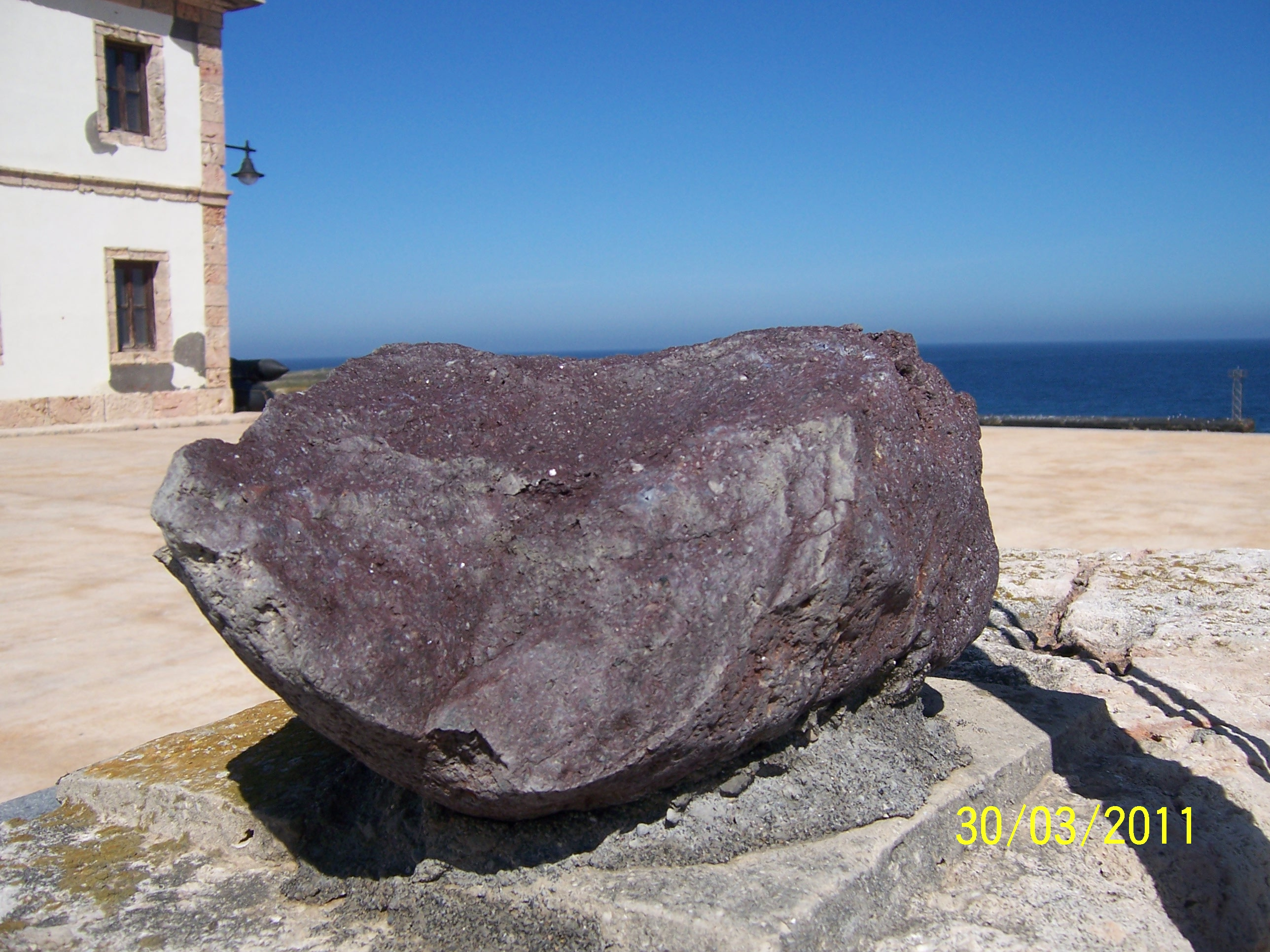
Piedra alboranita, op het eiland Alborán, naast de vuurtoren.
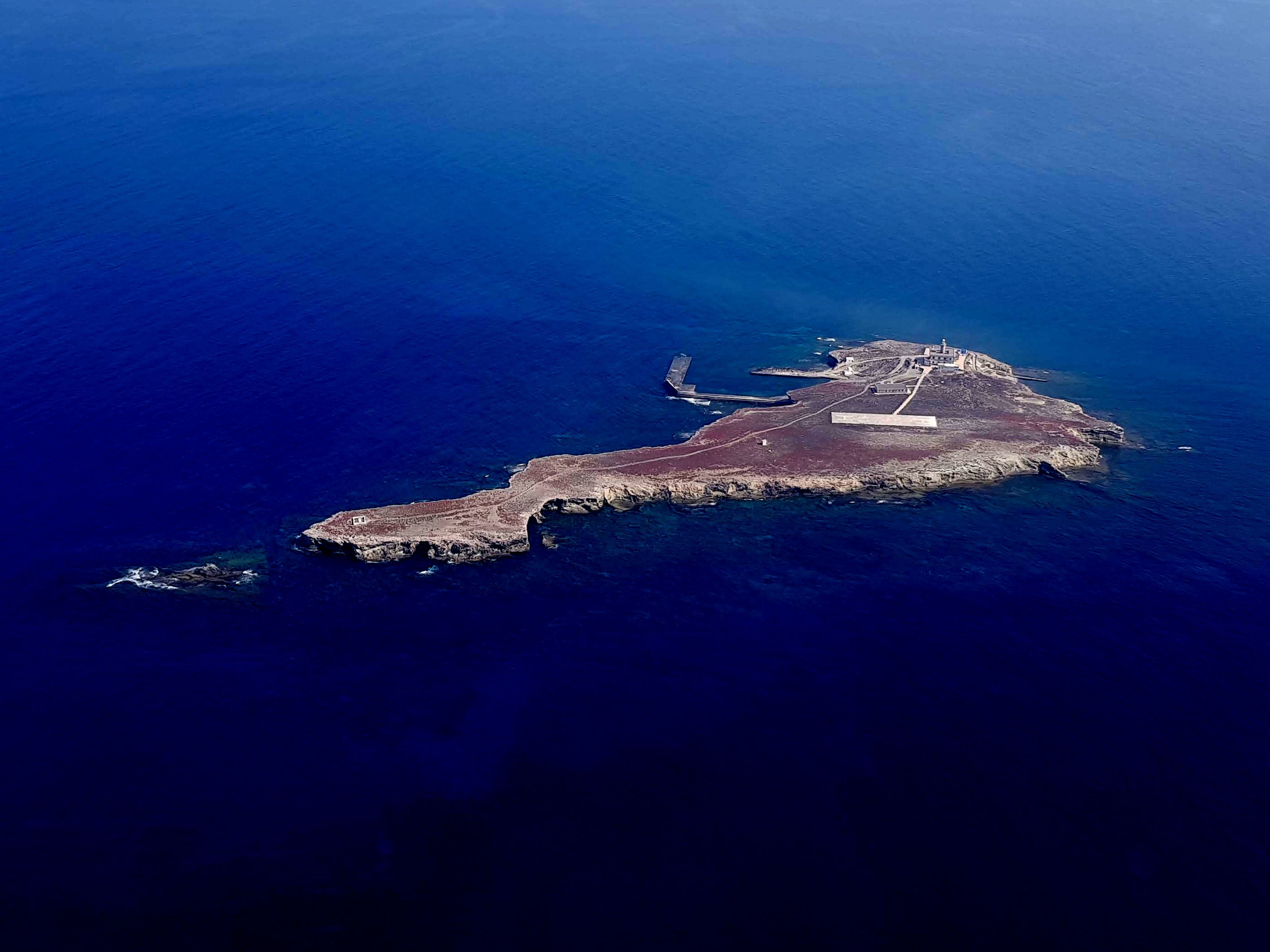
Alborán vanuit de lucht.
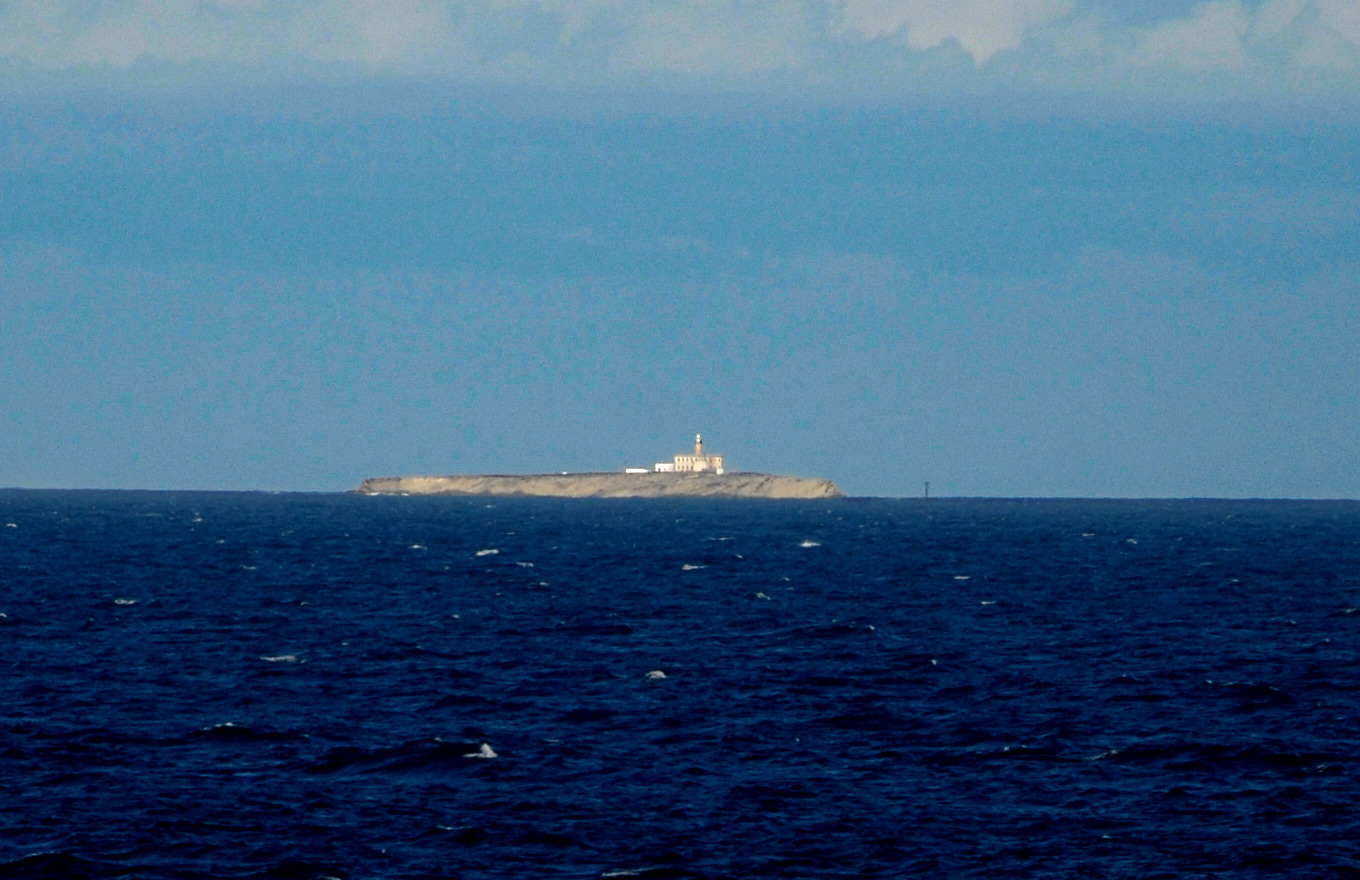
Alborán vanuit een ferryboot naar Melilla.